# Sciades esakii
Sciades esakii là một loài bọ cánh cứng trong họ Cerambycidae.